# 日本工学院八王子専門学校の人物一覧
日本工学院八王子専門学校の人物一覧（にほんこうがくいんはちおうじせんもんがっこうのじんぶついちらん）は、日本工学院八王子専門学校に関係する人物の一覧である。

## 主な教員
- 小川直樹 - 建築家
- 大滝みや子 - ソフトウェア開発技術者
- 神谷明 - 声優
- 北川敬一 - 映像プロデューサー
- 黒田征太郎 - 画家、イラストレーター
- 小谷あゆみ - フリーアナウンサー
- 坂井利郎 - 男子プロテニス選手
- 下條佳明 - サッカー選手、サッカー指導者
- 高橋竜 - ヴォーカリスト、ベーシスト
- 高安重一 - 建築家
- 田村誠 - レコーディング・エンジニア
- 千葉繁 - 声優
- 手塚眞 - ヴィジュアリスト、有限会社ネオンテトラ代表取締役、株式会社手塚プロダクション取締役
- 寺地貴弘 - 男子プロテニス選手
- 長尾亜子 - 建築家
- 長友啓典 - アートディレクター
- 平林久和 - ゲームアナリスト
- 松武秀樹 - シンセサイザー・プログラマー、JSPA会長
- 村濱章司 - アニメーションプロデューサー
- 吉田友佳 - 女子プロテニス選手
- 由良拓也 - レーシングカーデザイナー

## 著名な出身者

### 芸術
- 友利翼 - 映画監督、映像作家
- 新井陽次郎 - アニメーション監督、アニメーター
- Koi - 漫画家、イラストレーター
- BENGUS - イラストレーター、ゲームクリエイター
- 太田顕喜 - ゲームシナリオライター、漫画原作者、小説家

### 芸能
- 渋江譲二 - 俳優、放送芸術科卒業
- 関直人 - 俳優、劇団NLT所属
- 曽我部英理 - 声優、舞台女優
- 豊口めぐみ - 声優、音響芸術科卒業
- でか美ちゃん - タレント、ミュージックアーティスト科
- 廣瀬武央 - 声優、声優・俳優科卒業
- 吉原光夫 - 俳優、演劇俳優科卒業

### 音楽
- 菊地創 - 作曲家
- 34423 - サウンドアーティスト
- 近藤将之 - ギタリスト、ピンクリボン軍メンバー
- ともやん - ミュージシャン、YouTuber、夕闇に誘いし漆黒の天使達メンバー

### スポーツ
- 三栖英揮 - サッカー指導者、アスレティックトレーナー